# T'amerò sempre (film 1943)
T'amerò sempre è un film del 1943 diretto da Mario Camerini.

## Trama
Avuta una bambina dal conte Diego e quindi da lui abbandonata, Adriana Rosé trova un impiego come commessa presso un grande magazzino, riuscendo così a condurre una vita dignitosa assieme alla figlia. Mario Fabbrini, il ragioniere del negozio, si innamora di lei, che lo respinge vergognandosi della propria condizione. Un giorno Diego ritorna da Adriana, le dice che si sta per sposare e le propone di ridiventare la sua amante. Mario, udito casualmente il colloquio tra i due, si scaglia contro Diego gettandolo a terra; immediatamente dopo sia lui che Adriana vengono licenziati e sulla strada del ritorno Adriana accetta la proposta di matrimonio di Mario.

## Produzione
Il film è stato girato negli stabilimenti di Cinecittà.

## Distribuzione
Il film venne distribuito nelle sale cinematografiche italiane a partire dal 5 novembre del 1943.

## Opere correlate
La pellicola è il remake (con pochissime modifiche alla sceneggiatura) di un film dallo stesso titolo diretto dieci anni prima dallo stesso Camerini, in cui Alida Valli sostituisce Elsa De Giorgi nel ruolo principale, mentre Gino Cervi ed Antonio Centa interpretano i ruoli che nella precedente pellicola furono di Nino Besozzi e Mino Doro.
Nel film è presente anche Loris Gizzi nel ruolo di Meregalli, personaggio che aveva interpretato anche nella pellicola originale.